# 下加伊
49°20′51″N 23°40′36″E / 49.34750°N 23.67667°E
下加伊（烏克蘭語：Нижні Гаї），是烏克蘭的村落，位於該國西部利沃夫州，由德羅霍貝奇區負責管轄，始建於1650年，面積39.2平方公里，2001年人口1,249，人口密度每平方公里31.86人。